# Liste der Bodendenkmale in Briesen (Spreewald)
In der Liste der Bodendenkmale in Briesen sind alle Bodendenkmale der brandenburgischen Gemeinde Briesen und ihrer Ortsteile aufgelistet. Grundlage ist die Veröffentlichung der Landesdenkmalliste mit dem Stand vom 31. Dezember 2020.
Die Baudenkmale sind in der Liste der Baudenkmale in Briesen (Spreewald) aufgeführt.
|    | Gemarkung      | Flur | Kurzansprache | Bodendenkmalnummer | Bemerkung | Bild           |
| -- | -------------- | ---- | --- | ------------------ | --------- | -------------- |
| 1  | Briesen (Lage) | 1    | Siedlung deutsches Mittelalter, Siedlung slawisches Mittelalter | 120006             |           |                |
| 2  | Briesen (Lage) | 1    | Siedlung deutsches Mittelalter, Siedlung slawisches Mittelalter | 120088             |           |                |
| 3  | Briesen (Lage) | 2    | Siedlung römische Kaiserzeit | 120089             |           |                |
| 4  | Briesen (Lage) | 1    | Siedlung Bronzezeit, Siedlung slawisches Mittelalter, Siedlung Eisenzeit, Siedlung Urgeschichte                                                                       | 120090             |           |                |
| 5  | Briesen (Lage) | 2    | Siedlung Bronzezeit | 120091             |           |                |
| 6  | Briesen (Lage) | 1    | Siedlung slawisches Mittelalter | 120092             |           |                |
| 7  | Briesen (Lage) | 2    | Siedlung Eisenzeit, Siedlung Bronzezeit | 120093             |           |                |
| 8  | Briesen (Lage) | 1    | Siedlung Bronzezeit | 120094             |           |                |
| 9  | Briesen (Lage) | 2    | Kirche Neuzeit, Friedhof deutsches Mittelalter, Siedlung Bronzezeit, Friedhof Neuzeit, Dorfkern Neuzeit, Kirche deutsches Mittelalter, Dorfkern deutsches Mittelalter | 120095             |           | Briesen Kirche |
| 10 | Briesen (Lage) | 2    | Siedlung Bronzezeit, Siedlung Eisenzeit | 120096             |           |                |